# Білоруська мова в Україні

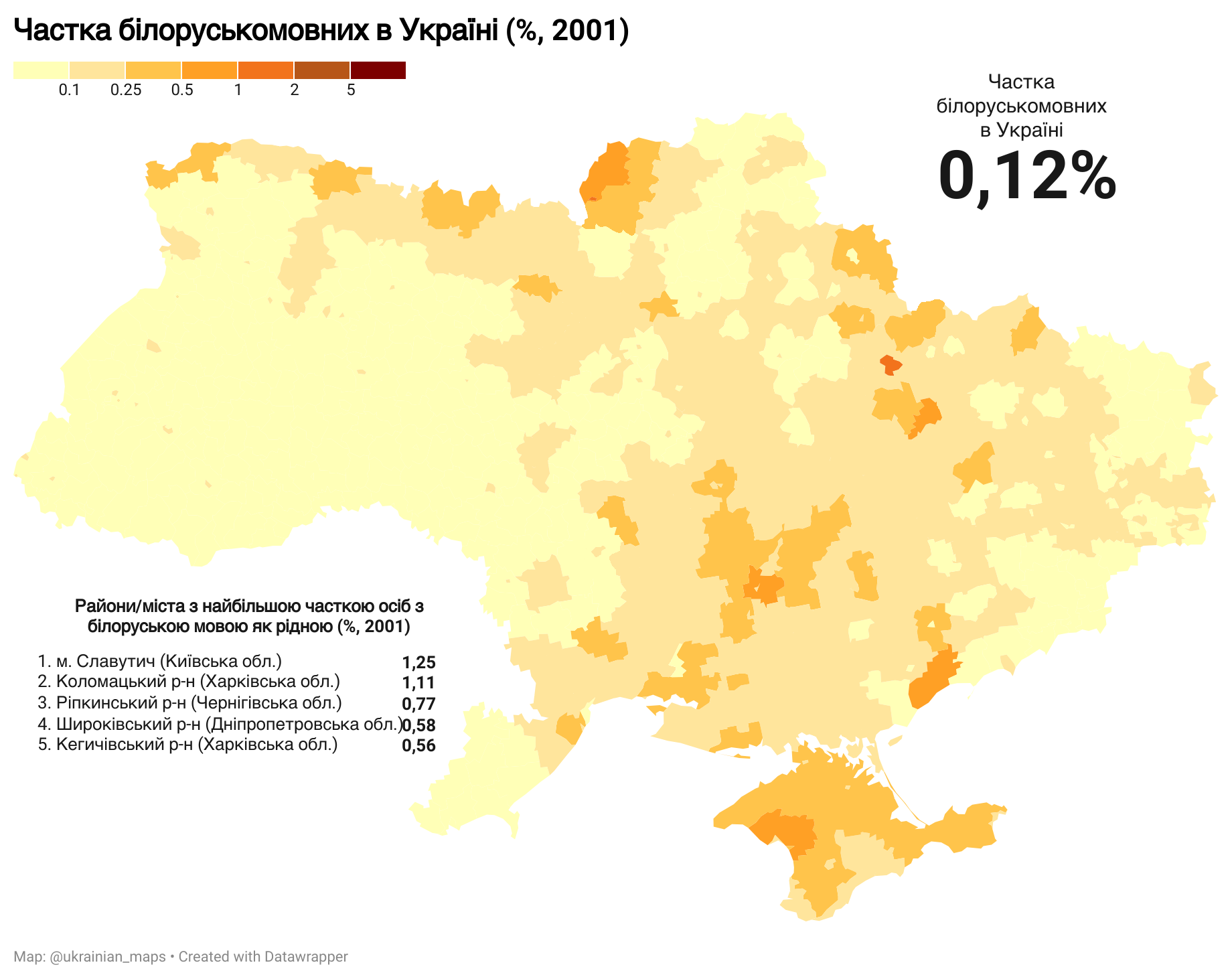
Поширеність білоруської мови у районах і міських радах України за даними перепису населення 2001 року.

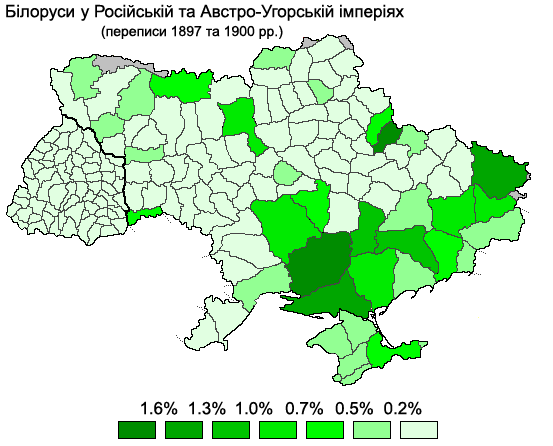
Поширеність білоруської мови наприкінці XIX ст.

За даними Всеукраїнського перепису населення 2001 року білоруську мову назвали рідною 56 249 осіб, зокрема 19,8% етнічних білорусів. Найбільша кількість білоруськомовних проживає в Дніпропетровській області (6 239 осіб), Криму (5 204) та Донецькій області (4 842). Найвища частка в населенні осіб з рідною білоруською мовою зафіксована в Криму (0,26 %), Чернігівській (0,19 %) та Дніпропетровській (0,18 %) областях.
Рідна мова білорусів України за переписами:
|            | 1979   | 1989   | 2001   |
| ---------- | ------ | ------ | ------ |
| Російська  | 56,0 % | 55,2 % | 62,5 % |
| Білоруська | 35,1 % | 35,5 % | 19,8 % |
| Українська | 8,9 %  | 9,3 %  | 17,5 % |
| Інша       | 0,02 % | 0,1 %  | 0,2 %  |

Вільне володіння білоруською мовою серед білорусів України за даними переписів:
- 2001 — 31,7 %
- 1989 — 48,5 %

Населені пункти, у яких під час перепису 2001 р. білоруську мову назвали рідною понад 10 % населення (курсивом позначені населені пункти з населенням менше ніж 25 осіб)
|                  | Район             | % Білоруськомовних |
| ---------------- | ----------------- | ------------------ |
| с. Весела Долина | м. Єнакієве       | 60,0               |
| с. Вищепанівка   | Світловодський    | 40,0               |
| с. Красний Бір   | Шацький           | 27,3               |
| с. Омелуша       | Ємільчинський     | 25,0               |
| с. Ганнівка      | Приазовський      | 19,6               |
| с. Трудове       | Баштанський       | 19,1               |
| с. Соснівка      | Золочівський      | 15,4               |
| с. Калашники     | Софіївський       | 14,3               |
| с. Садки         | Сумський          | 14,3               |
| с. Новий Мир     | Криворізький      | 12,6               |
| с. Гаркавець     | Краснокутський    | 12,5               |
| с. Василівка     | Березнегуватський | 12,5               |
| с. Оленівка      | Широківський      | 12,0               |
| с. Кисівка       | Коломацький       | 12,0               |
| с. Соборне       | Охтирський        | 11,8               |
| с. Дмитрівка     | Коломацький       | 11,1               |
| с. Годинь        | Ратнівський       | 10,0               |
| с. Скельки       | Валківський       | 10,0               |
| с. Коновалик     | Охтирський        | 10,0               |

## Виноски
1. ↑  Перепис населення 2001 року. Розподіл населення за національністю та рідною мовою. Архів оригіналу за 24 жовтня 2019. Процитовано 30.08.2013.
2. ↑  Перепис населення 1989 року. Розподіл населення за національністю та рідною мовою. Архів оригіналу за 29 жовтня 2020. Процитовано 1.6.2022. [Архівовано 2020-10-29 у Wayback Machine.]
3. ↑  Перепис 2001 року. Розподіл населення окремих національностей за іншими мовами, крім рідної, якими володіють. Архів оригіналу за 1 травня 2013. Процитовано 30.08.2013.
4. ↑  Перепис населення 1989 року. Розподіл населення за національністю та другою мовою народів СРСР. Архів оригіналу за 9 травня 2022. Процитовано 1.6.2022. [Архівовано 2022-05-09 у Wayback Machine.]
5. ↑  Розподіл населення регіонів України за рідною мовою у розрізі адміністративно-територіальних одиниць. Архів оригіналу за 6 жовтня 2013. Процитовано 23.04.2013. [Архівовано 2013-10-06 у Wayback Machine.]